# NGC 6728
NGC 6728 في الفهرس العام الجديد، هي مجرة، تقع في كوكبة الترس (كوكبة). اكتشفت في 16 يونيو 1784 بواسطة ويليام هيرشل.

## روابط خارجية
- NGC 6728 على موقع ويكي سكاي: DSS2, SDSS, GALEX, IRAS, Hydrogen α, X-Ray, Astrophoto, Sky Map, Articles and images